# Isabel Maria de Gama
Isabel Maria de Gama er enkedronning over Kongo-folket i Republikken Congo og Angola. Da hendes mand, Dom Antonio 3., døde i 1958, blev hun regent som formynder for sin søn, Mansala. Mansala blev konge i september 1962, men døde i oktober, hvorefter Isabel Maria fortsatte som dronning. Det er uklart, om Isabel Maria stadig er dronning eller om hun gik af i 1975.
Konge/dronninge-titlen har intet statsretsligt indhold i forhold til Republikken Congo og Angola, men er alene udtryk for stillingen indenfor Kongo-folket.